# 11.º distrito electoral de Chile (1990-2018)
El undécimo distrito electoral de Chile fue un distrito electoral de la Cámara de Diputados de Chile que existió desde 1990 hasta 2018. Ubicado en la Región de Valparaíso, se compuso de la totalidad de las provincias de Los Andes y San Felipe de Aconcagua y según el censo de 2017, poseía 265 320 habitantes. En 2018, gracias a una reforma electoral, el distrito se disolvió y se fusionó con los distritos décimo y duodécimo para crear el 6.º distrito electoral.

## Composición
El distrito estaba compuesto por las siguientes comunas:
- Los Andes
- San Esteban
- Calle Larga
- Rinconada
- San Felipe
- Putaendo
- Santa María
- Panquehue
- Llaillay
- Catemu

## Diputados históricos
| N.º                                      | Diputado      | Partido | Fechas                                    | Historia electoral                                     | Periodo | Historia electoral                                     | Fechas                                    | Partido | Diputado            | N.º |
| ---------------------------------------- | ------------- | ------- | ----------------------------------------- | ------------------------------------------------------ | ------- | ------------------------------------------------------ | ----------------------------------------- | ------- | ------------------- | --- |
| Distrito creado el 11 de marzo de 1990   |               |         |                                           |                                                        |         |                                                        |                                           |         |                     |     |
| 1                                        | Sergio Jara   | PDC     | 11 de marzo de 1990 – 11 de marzo de 1994 | Elegido en 1989 Perdió la reelección                   | XLVIII  | Elegido en 1989 Reelegido en 1993 Perdió la reelección | 11 de marzo de 1990 – 11 de marzo de 1998 | RN      | Claudio Rodríguez   | 1   |
| 2                                        | Nelson Ávila  | PPD     | 11 de marzo de 1994 – 11 de marzo de 2002 | Elegido en 1993 Reelegido en 1997                      | XLIX    | Elegido en 1989 Reelegido en 1993 Perdió la reelección | 11 de marzo de 1990 – 11 de marzo de 1998 | RN      | Claudio Rodríguez   | 1   |
| 2                                        | Nelson Ávila  | PPD     | 11 de marzo de 1994 – 11 de marzo de 2002 | Elegido en 1993 Reelegido en 1997                      | L       | Elegido en 1997 Reelegido en 2001 Perdió la reelección | 11 de marzo de 1998 – 11 de marzo de 2006 | PDC     | Patricio Cornejo    | 2   |
| 3                                        | Marcelo Forni | UDI     | 11 de marzo de 2002 – 11 de marzo de 2010 | Elegido en 2001 Reelegido en 2005 Perdió la reelección | LI      | Elegido en 1997 Reelegido en 2001 Perdió la reelección | 11 de marzo de 1998 – 11 de marzo de 2006 | PDC     | Patricio Cornejo    | 2   |
| 3                                        | Marcelo Forni | UDI     | 11 de marzo de 2002 – 11 de marzo de 2010 | Elegido en 2001 Reelegido en 2005 Perdió la reelección | LII     | Elegido en 2005 Reelegido en 2009 Reelegido en 2013    | 11 de marzo de 2006 – 11 de marzo de 2018 | PPD     | Marco Antonio Núñez | 3   |
| 4                                        | Gaspar Rivas  | RN      | 11 de marzo de 2010 – 11 de marzo de 2018 | Elegido en 2009 Reelegido en 2013                      | LIII    | Elegido en 2005 Reelegido en 2009 Reelegido en 2013    | 11 de marzo de 2006 – 11 de marzo de 2018 | PPD     | Marco Antonio Núñez | 3   |
| 4                                        | Gaspar Rivas  | RN      | 11 de marzo de 2010 – 11 de marzo de 2018 | Elegido en 2009 Reelegido en 2013                      | LIV     | Elegido en 2005 Reelegido en 2009 Reelegido en 2013    | 11 de marzo de 2006 – 11 de marzo de 2018 | PPD     | Marco Antonio Núñez | 3   |
| Distrito disuelto el 11 de marzo de 2018 |               |         |                                           |                                                        |         |                                                        |                                           |         |                     |     |